# Station Waregem

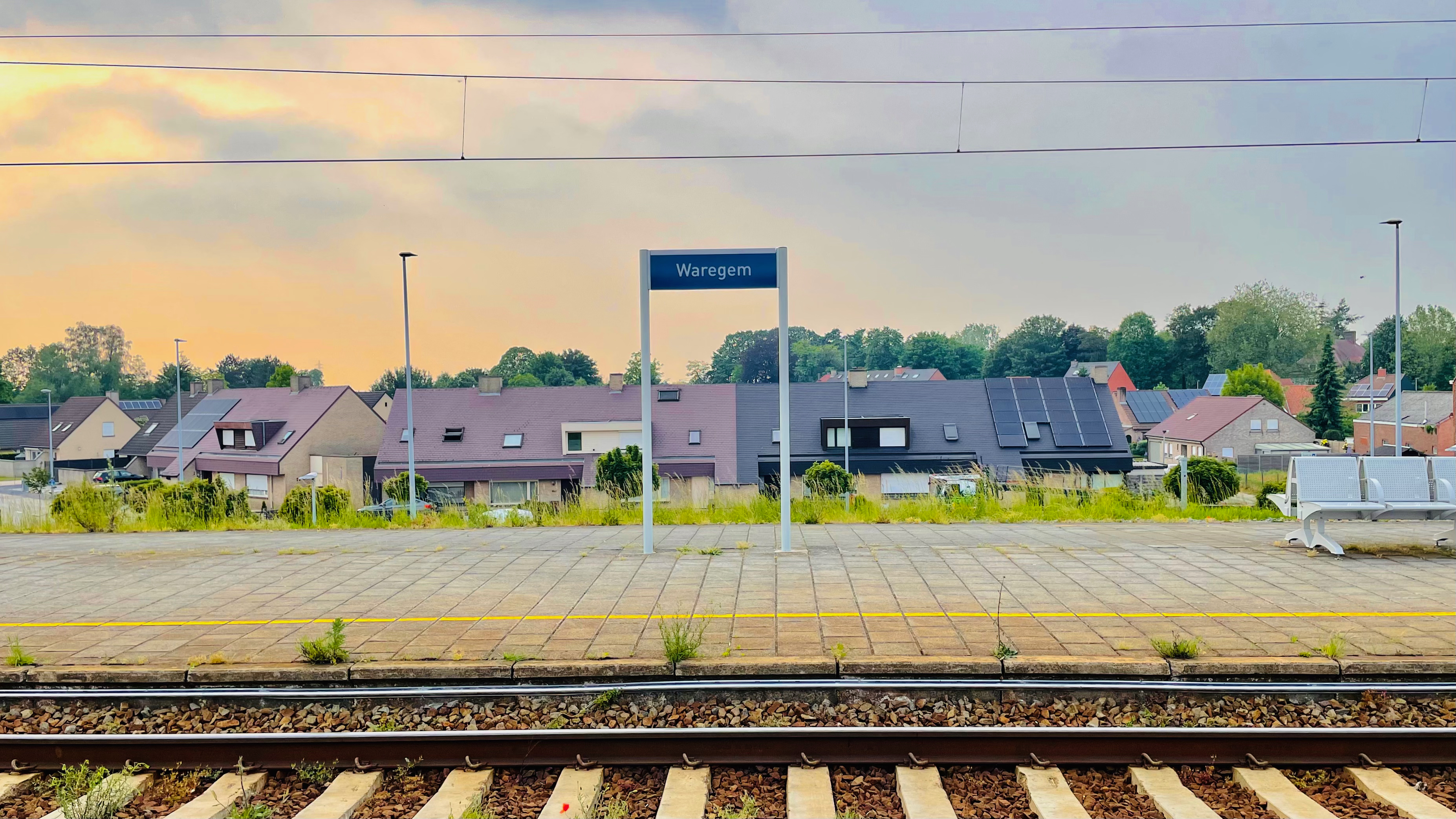
Naambord op een perron

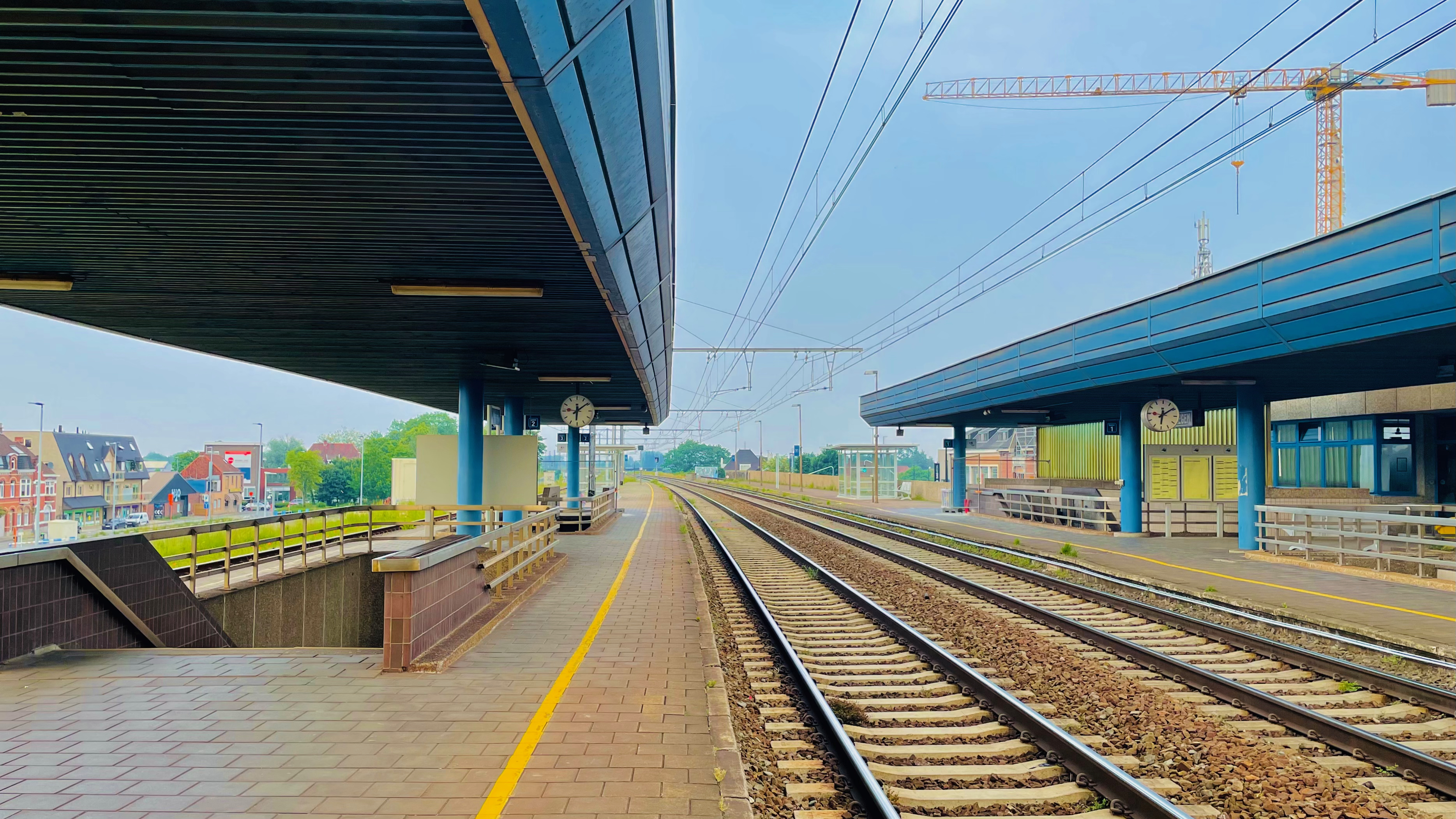
Zicht op de perrons

Station Waregem is een spoorwegstation langs spoorlijn 75 (Gent – Moeskroen) in de stad Waregem.
Van hier was het ook mogelijk via spoorlijn 66A (Ingelmunster - Anzegem) te rijden.
Tussen 2021 en 2023 werd het station vernieuwd. Er kwamen nieuwe liften en roltrappen en daarna werden de installaties vernieuwd. De perrons zelf zijn echter nog niet verhoogd, en dus nog niet toegankelijk, ondanks herhaaldelijke vraag van de gemeenteraad van Waregem.
Sinds 1 maart 2024 zijn de loketten van dit station enkel in de week geopend tussen 7 en 14.15 uur.

## Galerij

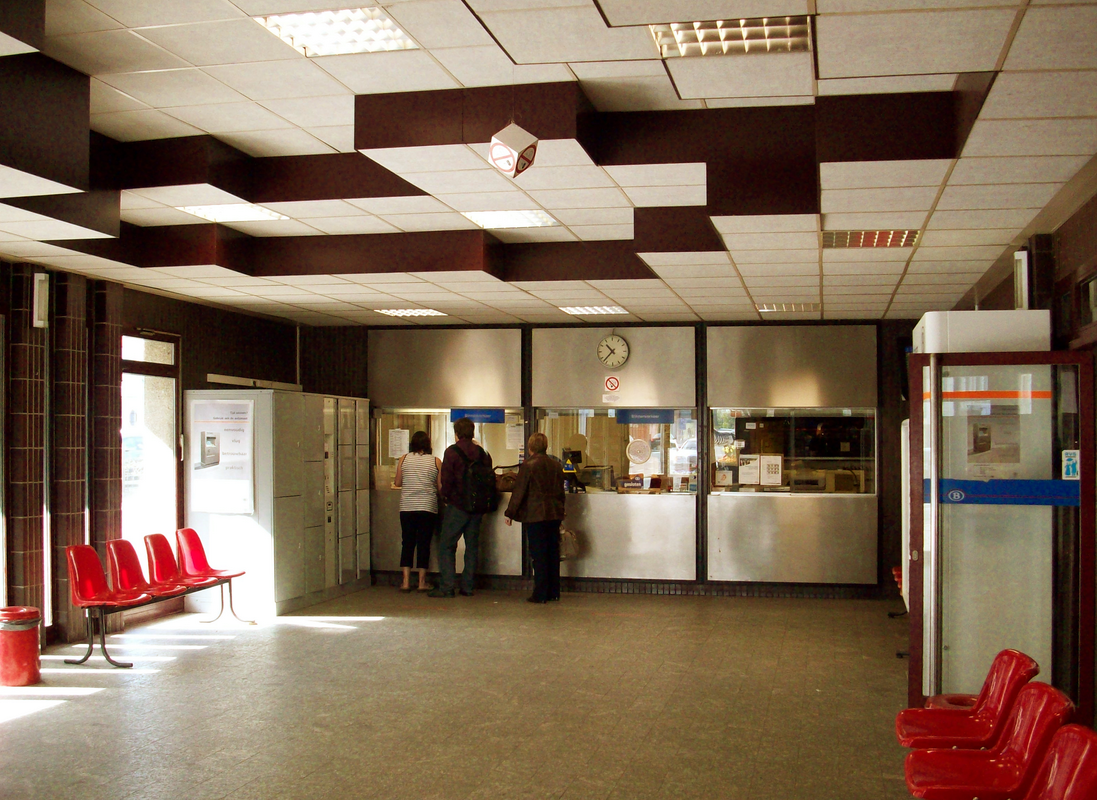
Lokethal
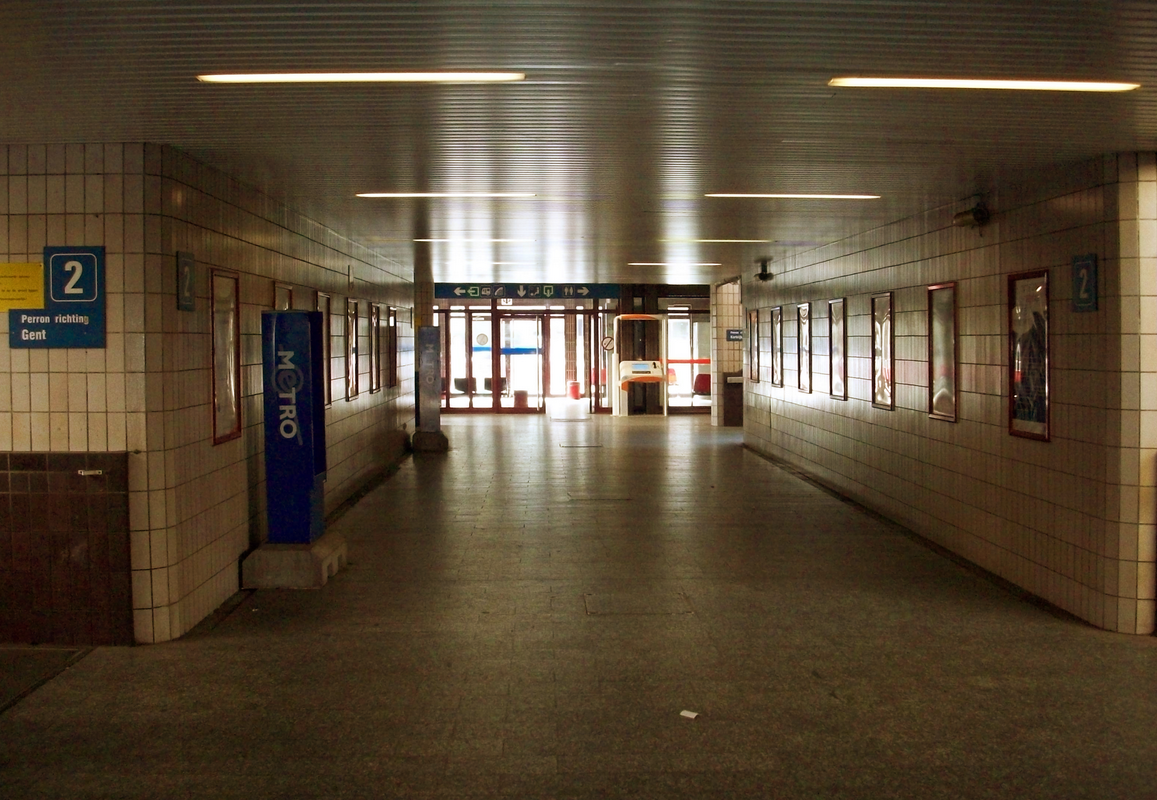
Verbindingstunnel
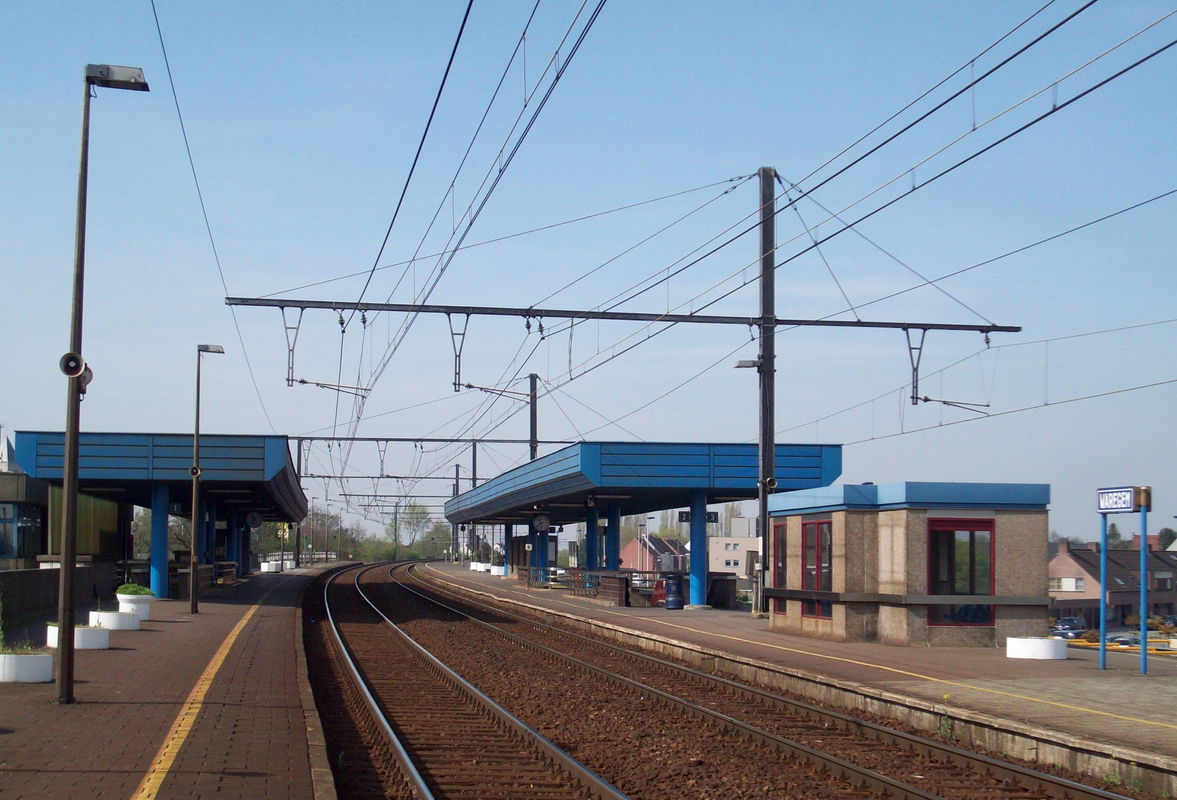
Zicht op de perrons

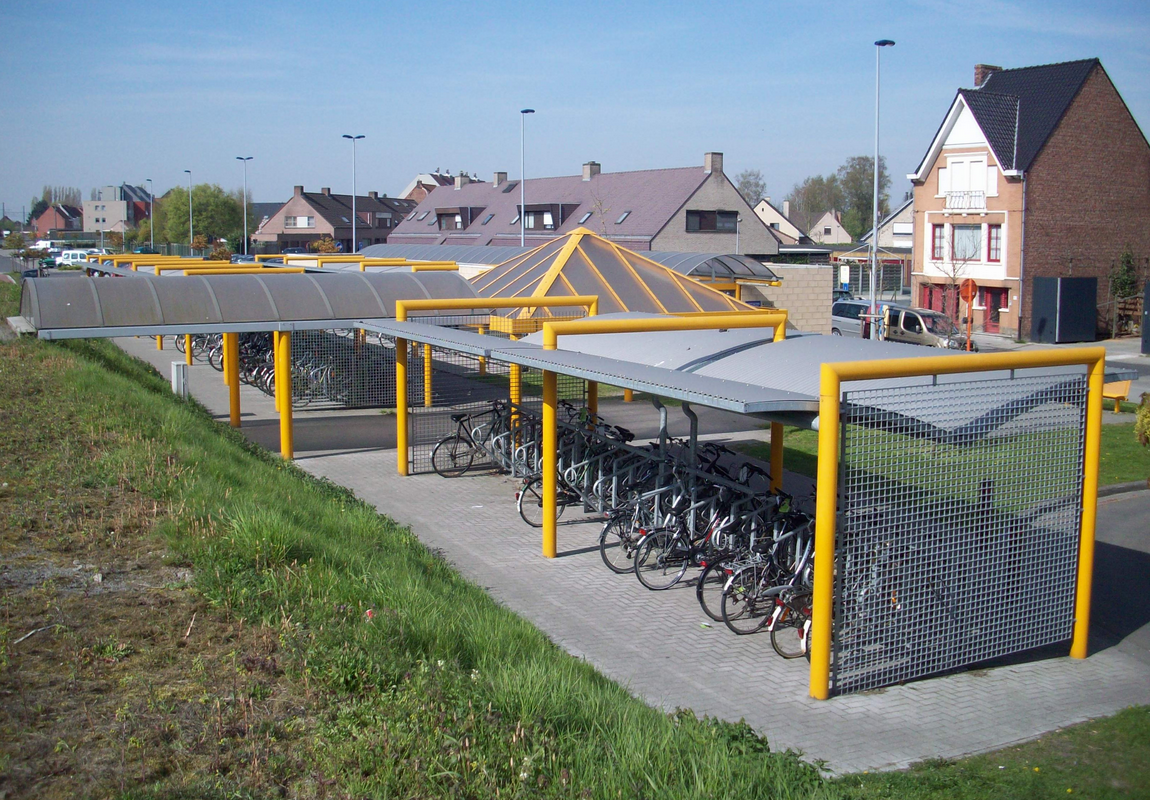
Achteringang en fietsenstalling
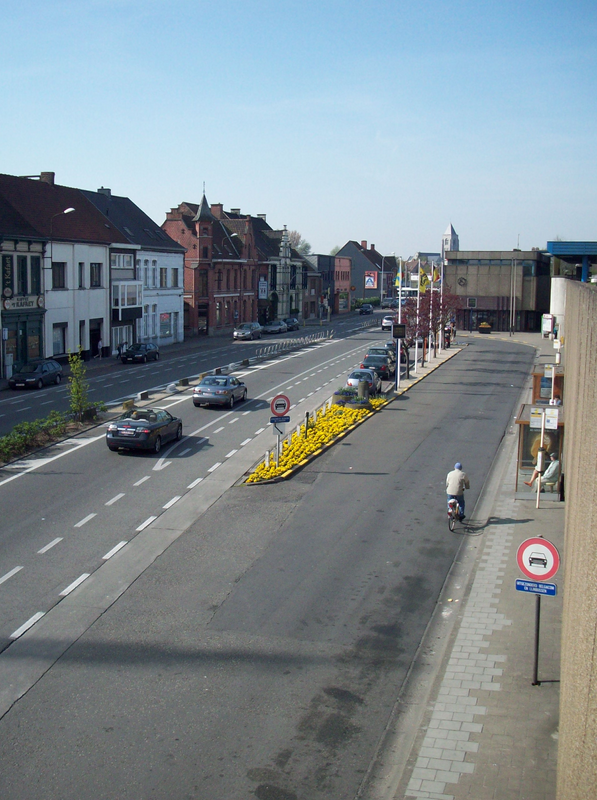
Busstation
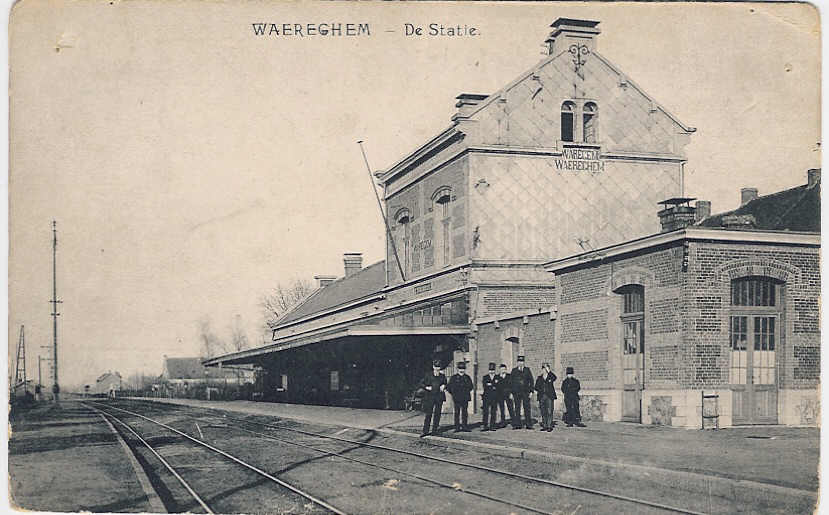
Postkaart station Waregem (begin 20e eeuw)

## Treindienst
| Serie       | Treinsoort          | Route | Bijzonderheden                                                              |
| ----------- | ------------------- | --- | --------------------------------------------------------------------------- |
| IC 04       | Intercity (NMBS)    | Antwerpen-Centraal – Gent-Sint-Pieters – Waregem – Kortrijk – Poperinge                                                               |                                                                             |
| IC 12       | Intercity (NMBS)    | [ Oostende – Brugge – ] Kortrijk – Waregem – Gent-Sint-Pieters – Brussel-Zuid – Luik-Guillemins – Welkenraedt                         | Rijdt alleen op werkdagen. Eerste en laatste ritten van/naar Oostende.      |
| L 850       | L-trein (NMBS)      | Mechelen – Dendermonde – Gent-Sint-Pieters – Waregem – Kortrijk                                                                       | Rijdt alleen in het weekend.                                                |
| P 7000/8000 | Piekuurtrein (NMBS) | [ Oostende – Brugge – ] / [ De Panne – ] / [ Poperinge – Ieper – Kortrijk – Waregem – ] Gent-Sint-Pieters – Brussel-Zuid – Schaarbeek | Twee treinen per dag per richting. Een trein op zondagavond vanaf De Panne. |
| P 7995/8995 | Piekuurtrein (NMBS) | [ De Panne – ] / [ Kortrijk – Waregem – ] Gent-Sint-Pieters                                                                           | Rijdt alleen op werkdagen.                                                  |
| P 8890      | Piekuurtrein (NMBS) | Poperinge – Ieper – Kortrijk – Waregem – Gent-Sint-Pieters – Mechelen – Leuven – Sint-Joris-Weert                                     | Een trein op zondagavond.                                                   |

## Busdienst
Aan het station van Waregem zijn er busverbindingen naar de omliggende gemeenten (Kruishoutem, Anzegem,Deerlijk...) maar ook naar Kortrijk,Tielt en Deinze., het busstation bevindt zich voor het stationsgebouw.
| Buslijn | Verbinding |
| ------- | --- |
| 53      | Kortrijk - Kuurne - Hulste - Bavikhove - Ooigem - Wielsbeke - Sint-Baafs-Vijve - Wakken - Markegem - Dentergem - Aarsele - Kanegem - Tielt |
| 58      | Oudenaarde - Petegem - Elsegem - Wortegem - Waregem                                                                                        |
| 59      | Kruishoutem - Nokere - Waregem |
| 71      | Kortrijk - Stasegem - Harelbeke - Deerlijk - Waregem                                                                                       |
| 75      | Kortrijk-Waregem-Deinze |
| 81      | Roeselare - Kachtem - Izegem - Ingelmunster - Oostrozebeke - Wielsbeke - Sint-Baafs-Vijve - Sint-Eloois-Vjve - Waregem - Anzegem           |
| 85      | Waregem- Anzegem - Kaster - Kerkhove - Avelgem - Outrijve - Bossuit - Helkijn - Spiere                                                     |
| 88      | Belbus Waregem |
| 89      | Belbus Anzegem-Deerlijk |
| 450     | Belbus Wortegem-Petegem |

## Reizigerstellingen
De grafiek en tabel geven het gemiddeld aantal instappende reizigers weer op een week-, zater- en zondag.
| Tabel: aantal instappende reizigers station Waregem | Tabel: aantal instappende reizigers station Waregem | Tabel: aantal instappende reizigers station Waregem | Tabel: aantal instappende reizigers station Waregem |
|                                                     | Weekdag                                             | Zaterdag                                            | Zondag                                              |
| --------------------------------------------------- | --------------------------------------------------- | --------------------------------------------------- | --------------------------------------------------- |
| 1977                                                | 996                                                 | 219                                                 | 337                                                 |
| 1978                                                | 1 028                                               | 217                                                 | 583                                                 |
| 1979                                                | 1 231                                               | 292                                                 | 408                                                 |
| 1980                                                | 1 340                                               | 324                                                 | 493                                                 |
| 1981                                                | 1 591                                               | 428                                                 | 622                                                 |
| 1982                                                | 1 465                                               | 323                                                 | 598                                                 |
| 1983                                                | 1 450                                               | 397                                                 | 582                                                 |
| 1984                                                | 1 427                                               | 301                                                 | 557                                                 |
| 1985                                                | 1 456                                               | 394                                                 | 612                                                 |
| 1986                                                | 1 700                                               | 344                                                 | 680                                                 |
| 1987                                                | 1 441                                               | 379                                                 | 788                                                 |
| 1988                                                | 2 027                                               | 517                                                 | 886                                                 |
| 1989                                                | 1 799                                               | 474                                                 | 632                                                 |
| 1990                                                | 1 750                                               | 444                                                 | 720                                                 |
| 1991                                                | 1 659                                               | 524                                                 | 865                                                 |
| 1992                                                | 1 591                                               | 502                                                 | 764                                                 |
| 1993                                                | 1 824                                               | 385                                                 | 717                                                 |
| 1994                                                | 1 456                                               | 340                                                 | 1 015                                               |
| 1995                                                | 1 694                                               | 450                                                 | 774                                                 |
| 1996                                                | 1 957                                               | 569                                                 | 754                                                 |
| 1997                                                | 1 775                                               | 444                                                 | 700                                                 |
| 1998                                                | 1 924                                               | 470                                                 | 572                                                 |
| 1999                                                | 1 831                                               | 528                                                 | 637                                                 |
| 2000                                                | 1 412                                               | 422                                                 | 599                                                 |
| 2001                                                | 1 421                                               | 412                                                 | 583                                                 |
| 2002                                                | 1 542                                               | 426                                                 | 717                                                 |
| 2003                                                | 1 735                                               | 529                                                 | 636                                                 |
| 2004                                                | 1 518                                               | 467                                                 | 586                                                 |
| 2005                                                | 1 530                                               | 510                                                 | 634                                                 |
| 2006                                                | 1 740                                               | 648                                                 | 742                                                 |
| 2007                                                | 1 869                                               | 517                                                 | 774                                                 |
| 2008                                                | -                                                   | -                                                   | -                                                   |
| 2009                                                | 1 752                                               | 744                                                 | 710                                                 |
| 2010                                                | -                                                   | -                                                   | -                                                   |
| 2011                                                | -                                                   | -                                                   | -                                                   |
| 2012                                                | 2 450                                               | 1 044                                               | 1 289                                               |
| 2013                                                | 2 650                                               | 1 121                                               | 1 161                                               |
| 2014                                                | 2 707                                               | 984                                                 | 1 432                                               |
| 2015                                                | 2 422                                               | 908                                                 | 1 143                                               |
| 2016                                                | 2 406                                               | 815                                                 | 1 007                                               |
| 2017                                                | 2 711                                               | 977                                                 | 1 131                                               |
| 2018                                                | 2 508                                               | 1 023                                               | 1 197                                               |
| 2019                                                | 2 473                                               | 933                                                 | 942                                                 |
| 2020                                                | 1 917                                               | 425                                                 | 464                                                 |
| 2021                                                | -                                                   | -                                                   | -                                                   |
| 2022                                                | 2 576                                               | 1 074                                               | 1 402                                               |
| 2023                                                | 2 451                                               | 1 343                                               | 1 316                                               |
| 2024                                                | 2 210                                               | 799                                                 | 1 000                                               |

0,0: Ingelmunster ·
2,3: Wante ·
6,1: Oostrozebeke ·
9,0: Wielsbeke ·
12,2: Sint-Eloois-Vijve ·
15,1: Waregem ·
18,6: Gaverbeek ·
23,9: Heirweg ·
27,0: Anzegem
0: Gent-Sint-Pieters ·
3,7: Sint-Denijs-Westrem ·
5,0: Hemelrijk ·
6,1: De Pinte ·
9,0: Broekstraat ·
9,8: Deurle ·
12,1: Muizenhol ·
13,1: Beekstraat ·
13,8: Astene ·
15,1: Deinze ·
19,0: Machelen ·
22,0: Olsene ·
24,4: Zulte ·
27,3: Waregem ·
31,8: Desselgem ·
33,9: Beveren-Leie ·
36,1: Harelbeke ·
41,4: Kortrijk ·
42,2: Kortrijk-Vorming ·
43,9: Marke ·
46,5: Lauwe ·
49,8: Aalbeke ·
53,8: Moeskroen